# O-mikuji
O-mikuji (御神籤 (Ngự Thần thiêm)/ おみくじ O-mikuji) vận mệnh tương lai được ngẫu nhiên viết lên những mảnh giấy tại đền Shinto và một số chùa chùa ở Nhật Bản. Việc này thường xuyên diễn ra bởi tạo ra một số cầu khẩu (thông thường, một đồng 5 yen được coi là may mắn) và được ngẫu nhiên chọn ra một từ một cái hộp,hi vọng cho một tiền đồ may mắn. (Bản mẫu:Kể từ máy bỏ tiền xu thỉnh thoảng vẫn đưa ra o-mikuji.)

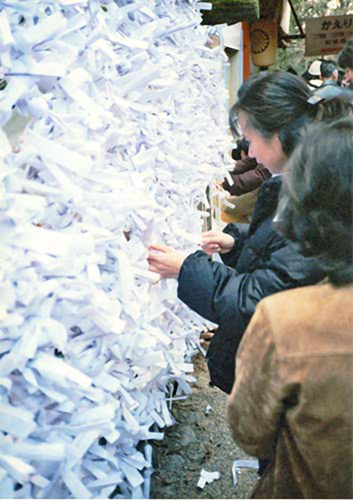
Buộc o-mikuji tại Đền Kasuga, Nara

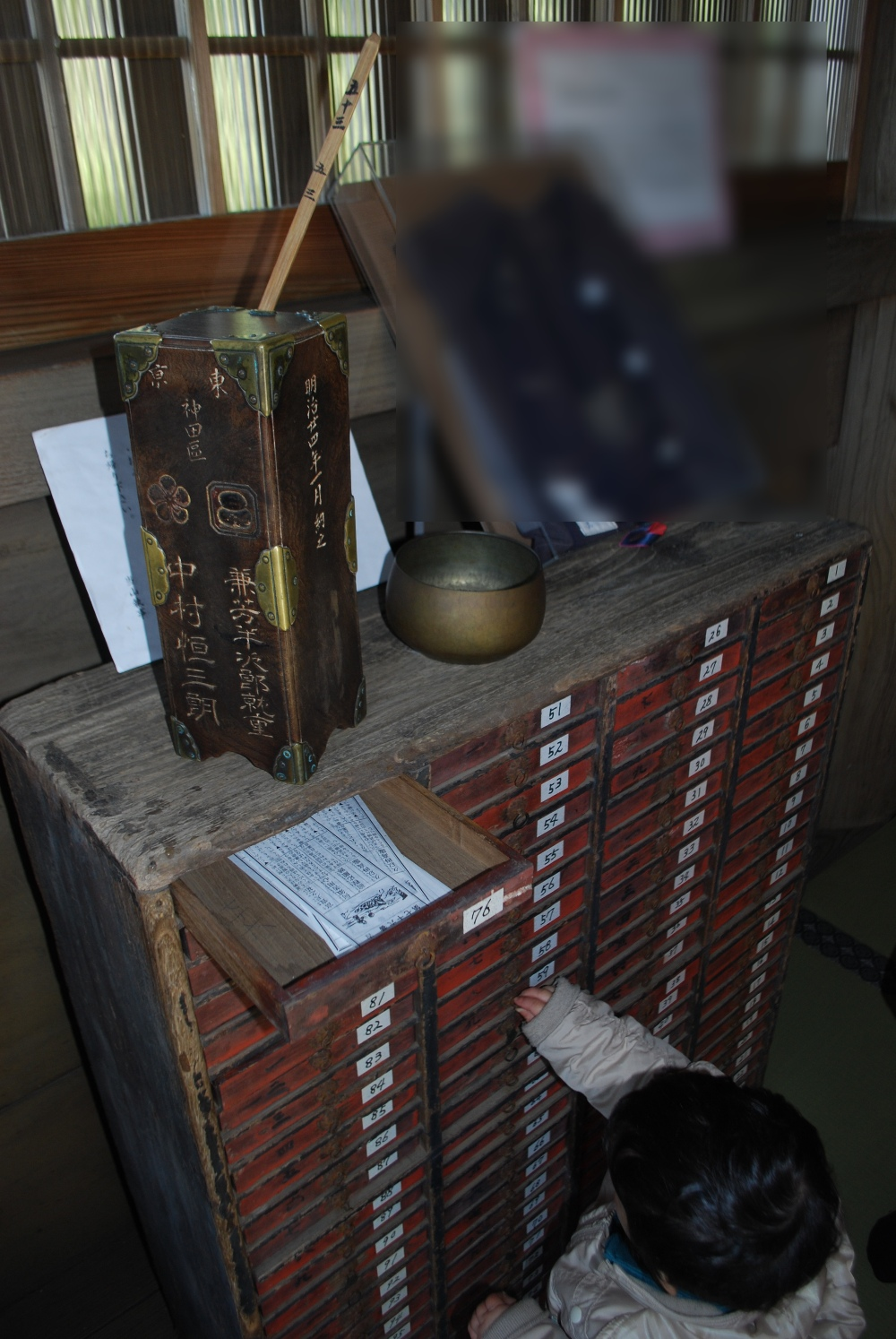
O-mikuji thời xưa

O-mikuji được cuộn tròn hoặc gấp lại,và được trải ra để thấy được mảnh giấy có tương lai được ghi trên đó. Những điều chúc của mảnh giấy có thể bao gồm một trong số sau:
- - Đại Cát(dai-kichi / 大吉 / だいきち)
  - Trung Cát(chū-kichi/ 中吉 / ちゅうきち)
  - Tiểu Cát(shō-kichi/ 小吉 / しょうきち)
  - Cát[2](kichi/ 吉 / きち)
  - Bán Cát(han-kichi/ 半吉 / はんきち)
  - Mạt Cát[3](sue-kichi/ 末吉 / すえきち)
  - Mạt Tử Cát[4](sue-shō-kichi/ 末小吉 / すえしょうきち)
  - Hung[5] (kyō/ 凶 / きょう)
  - Tiểu Hung (shō-kyō/ 小凶 / きょう)
  - Bán Hung (han-kyō/ 半凶 / はんきょう)
  - Mạt Hung (sue-kyō / 末凶 / すえきょう)
  - Đại Hung(dai-kyō, 大凶)

O-mikuji cho thấy tương lai của một ai đó, có thể bao gồm bất kỳ vận mệnh thuộc một trong số những thứ sau:
- 方角 (hōgaku) – tương lai hứa hẹn/tương lai không hứa hện (xem feng shui)
- 願事 (negaigoto) – mong muốn của ai đó
- 待人 (machibito) – một người bạn đang mong chờ
- 失せ物 (usemono) – bài báo bị mất tích
- 旅立ち (tabidachi) – du lịch
- 商い (akinai) – thỏa thuận trong kinh doanh
- 學問 (gakumon) – học tập
- 相場 (sōba) – quan hệ trong mua bán kinh doanh
- 爭事 (arasoigoto) – tranh cãi
- 戀愛 (renai) – tình yêu
- 転居 (tenkyo) – thay đổi nơi ở
- 出產 (shussan) – sự sinh đẻ
- 病気 (byōki) – bệnh tật
- 縁談 (endan) – cầu hôn

An o-mikuji vending machine at Tsurugaoka Hachiman-gū

O-mikuji đoán trước cơ hội của một người thành hiện thực, hay là tình yêu, hoặc là vấn đề về sức khỏe, may mắn, cuộc sống, v.v. Khi sự tiên đoán là xấu, có một phong tục là cuộn tròn mảnh giấy và gắn nó vào cây thông hoặc lên những bức tường ở những ngôi chùa hoặc đền. Nguyên nhân của phong tục này là ở sự chơi chữ của từ cây thông (松 matsu) và động từ 'đợi' (待つ matsu), làm như vậy thì người nhận được vận rủi cho rằng điềm xấu sẽ gắn ở trên cây. Nếu như gặp được vận may,người ta sẽ chọn cột nó ở cây thông để hi vọng có một may mắn lớn hơn.Ngày nay phong tục này dần trở thành một trò vui tiêu khiển của con nít, o-mikuji có mặt ở khắp các đền, và được coi là một trong những hoạt động truyền thống khi người ta đến miếu.
Còn có một phong tục tương tự nhưng là khắc lên một miếng gỗ đã được chuẩn bị sẵn ema, sau đó treo nó và một dàn giáo.

## Liên quan tới bánh may mắn
Vận may ngẫu nhiên ở bánh may mắn có thể xuất phát từ o-mikuji; được khẳng định bởi Seiichi Kito của Fugetsu-Do, và những chứng cứ rằng bánh may mắn của mỹ xuất phát từ thế kỉ 19 từ những miếng bánh ở Kyoto.